# فرانک کلوز
فرانک کلوس (انگلیسی: Frank Close؛ زاده ۲۴ ژوئیه ۱۹۴۵) یک فیزیک‌دان اهل انگلستان است. وی استاد دانشگاه آکسفورد می‌باشد.